# U 444 (Kriegsmarine)
De U 444 was een type VIIC U-boot van de Duitse Kriegsmarine tijdens de Tweede Wereldoorlog. De boot stond onder bevel van Oberleutnant Albert Langfeld. 

## Geschiedenis

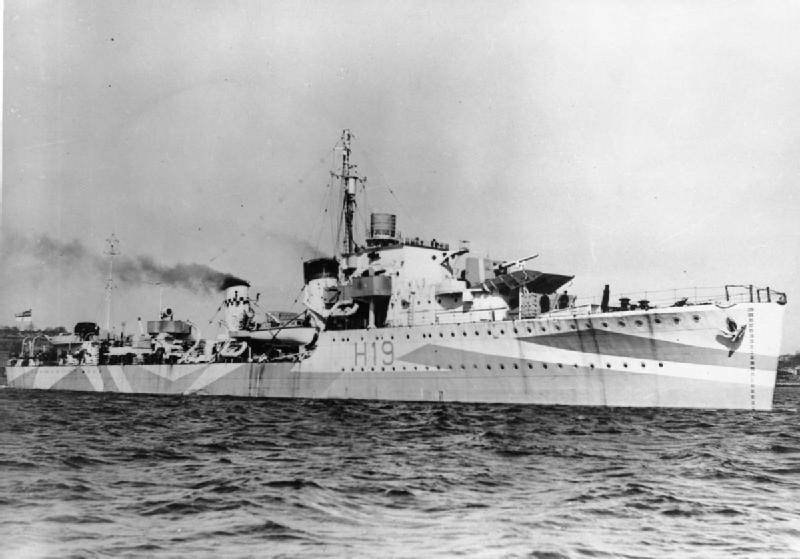
HMS Harvester

Bij een aanval op 11 maart 1943 op konvooi HX-228, werd de U 444 door de Britse torpedobootjager HMS Harvester met zijn ASDIC opgespoord. Deze beschadigde hem met een serie dieptebommen.
De U 444 kwam boven water en 4 man sprongen aan dek, vermoedelijk om het dekkanon te bedienen. HMS Harvester kwam met volle snelheid op de onderzeeër af en ramde hem naar onder. De 4 matrozen zagen het schip afkomen en sprongen in zee. De al gehavende en lekkende onderzeeboot, werd nog eens zwaar beschadigd, door de boeg van het oorlogsschip en verdween voorgoed in de golven.
Daarna werd de Harvester aangevallen door de onderwater varende U 432. Die lanceerde torpedo's op hem, die de Harvester tot zinken brachten. Op zijn beurt weer, werd de U 432 opgespoord en vernietigd door de FFL Aconit, een korvet van de Vrije Fransen.

## Ondergang
De U 444 werd tot zinken gebracht in de Noord-Atlantische Oceaan, in positie 51° 14′ 0″ NB, 29° 18′ 0″ WL door dieptebommen en rammen van de Britse torpedobootjager HMS Harvester. Commandant Albert Langfeld ging met 41 van zijn mannen ten onder. 4 man werden opgepikt door het Franse korvet.